# Roxy (marca de roba)
Roxy és una marca de roba de Quiksilver dedicada a l'elaboració de roba, accessoris i equips per surf dirigit al mercat femení.
El seu mercat se centra en la classe mitjana, i alta. El logo reflecteix dos logos de Quiksilver units de front de manera horitzontal cap avall que formen un cor.
El 1990 les surferes van començar a tenir una firma de roba exclusiva per a elles: és el naixement de Roxy. Així aquest concepte de vida es va fer més popular encara, protagonitzant una infinitat de cartells publicitaris.
Sorgeix la moda surfera: dissenys atrevits, femenins, espontanis d'inspiració floral. Un concepte que es va dur tant al mar com a les muntanyes perquè al cap ia la fi, la seva filosofia es basa en l'art d'acariciar la natura.
La línia femenina de Quiksilver llança la primera fragància per a bussejar per les ones.
Roxy Parfums, neix compromesa amb la natura utilitzant ingredients bio i de cultiu ecològic com l'exquisida nota floral de "ylang-ylang" de Madagascar. A més, conté extracte de perla per hidratar i nodrir la pell. El nou perfum, sense pesticides ni productes nocius per al medi ambient, ha obtingut el segell Ecocert, insígnia de material 100% biològic.